# Margareta Mureşan
Margareta Mureşan foi uma jogadora de xadrez da Romênia, com diversas participações nas Olimpíadas de xadrez. Margareta participou das edições de 1978 a 1990 tendo conquistado três medalhas no total. Nas edições de 1984 e 1986 conquistou a medalha de bronze por participação de equipes no primeiro tabuleiro. Conquistou também a medalha de prata em 1982 novamente no primeiro tabuleiro.